# Edward Czech (lekarz)
Edward Czech ps. „Piotr” (ur. 4 czerwca 1914 w Zagórzu, zm. 30 listopada 1984 w Sanoku) – polski lekarz rentgenolog z tytułem doktora, podczas II wojny światowej działacz konspiracji, żołnierz ZWZ-POZ-AK.

## Życiorys
Urodził się 4 czerwca 1914 w Zagórzu. Był synem Władysława i Janiny z domu Cap. 20 czerwca 1933 zdał egzamin dojrzałości w Państwowym Gimnazjum im. Królowej Zofii w Sanoku (w jego klasie byli m.in. Zygmunt Bezucha, Mieczysław Przystasz, Stefan Stefański, Mieczysław Suwała). Został absolwentem studiów na Wydziale Lekarskim Uniwersytetu Jana Kazimierza we Lwowie, uzyskując tytuł naukowy doktora. Został lekarzem radiologiem. Przed 1939 pracował w służbie zdrowia w Sanoku. Zamieszkiwał w rodzinnym Zagórzu.
W Zagórzu podczas okupacji niemieckiej zaangażował się w działalność konspiracyjną. Uczestniczył w przeprowadzaniu osób zamierzających przekroczyć zieloną granicę w stronę Węgier (doprowadzał osoby do Poraża). Do zorganizowanej działalności podziemnej przystąpił za sprawą znajomego, Alojzego Bełzy ps. „Alik”. Na przełomie 1939/1940 wstąpił do Polskiej Organizacji Zbrojnej i był członkiem Komendy Obwodu Sanok POZ, a na przełomie 1940/1941 został szefem służby zdrowia w strukturach POZ, działających w Zagórzu i okolicach. W 1942 wstąpił do Związku Walki Zbrojnej, później do Armii Krajowej. Funkcjonował pod pseudonimem „Piotr”. Do jego zadań należało gromadzenie lekarstw i środków sanitarnych oraz leczenie członków konspiracji. Był organizatorem służby sanitarnej w placówce AK Zagórz. W ramach przygotowań do akcji „Burza” przygotowywał drużynę sanitarną w połowie 1943 w Zagórzu]. We wrześniu 1943 podjął pracę jako lekarz gminny i lekarz Ubezpieczalni Spółdzielni w podsanockim Bukowsku. Tam także współpracował z ruchem oporu oraz zorganizował w budynku mleczarni prowizoryczny szpital polowy dla rannych, np. partyzantów. W swojej działalności wydawał zaświadczenia lekarskie skutkujące opóźnieniem skierowania przez Niemców na roboty przymusowe w III Rzeszy. W 1944 udzielał pomocy medycznej, sanitarnej i żywnościowej żołnierzom Oddziału Partyzanckiego 23 „Południe”.
Po wojnie przebywał w Żarach. W połowie kwietnia 1955 wraz z rodziną powrócił do Sanoka. Pracował w szpitalu przy ulicy Stanisława Konarskiego w Sanoku, przy którym kierował pracownią radiologiczną. Zdobył pierwszy i drugi stopień specjalizacji z radiologii. W 1965 został wybrany radnym Powiatowej Rady Narodowej, pełnił funkcje dyrektora Wydziału Zdrowia i Opieki Społecznej w PRN, zastępcy dyrektora Zespołu Opieki Zdrowotnej (ZOZ) w Sanoku, kierownika działu opieki specjalistycznej. Zwalczał gruźlicę. Był działaczem Polskiego Towarzystwa Lekarskiego. Był współtwórcą i sekretarzem powołanego w 1955 zarządu Koła PTL w Sanoku. Został przewodniczącym zarządu powiatowego Polskiego Czerwonego Krzyża, współzałożycielem Kasy Wzajemnej Pomocy.
Zamieszkiwał przy ulicy Bartosza Głowackiego 1 w Sanoku (w przeszłości w domu zamieszkiwała rodzina prokuratora Władysława Dukieta, w tym jego syn Mieczysław Dukiet, późniejszy lekarz). Jego żoną została Jadwiga z domu Porębska (1916-1986), z którą miał córkę Ewę (lekarz dermatolog) i syna Wojciecha (1947-2010), który został lekarzem neurologiem.

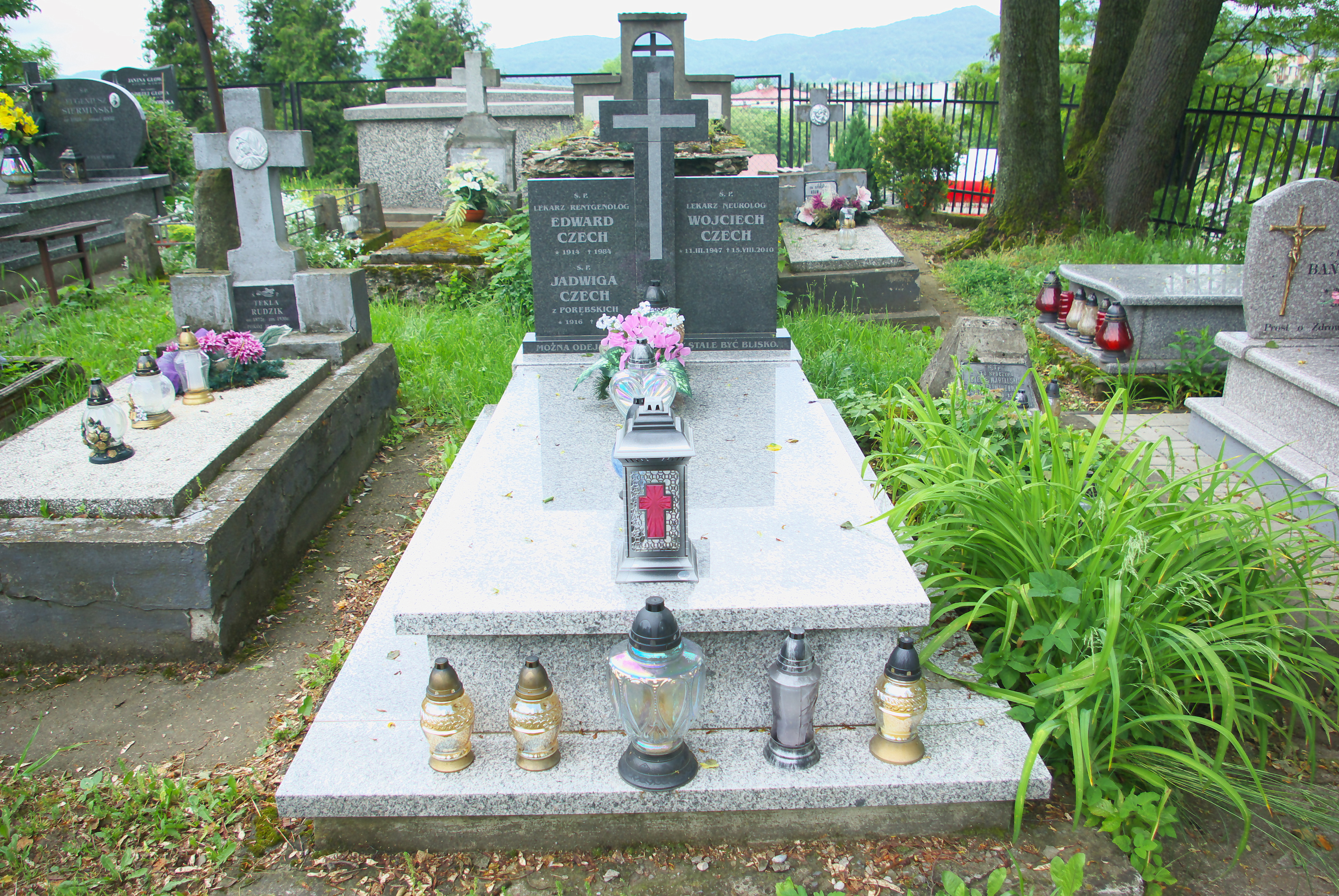
Grobowiec rodziny Czechów w Sanoku

Edward Czech zmarł 30 listopada 1984 w Sanoku. Został pochowany w grobowcu rodzinnym na cmentarzu przy ul. Jana Matejki w Sanoku 3 grudnia 1984.

## Odznaczenia
- Krzyż Kawalerski Orderu Odrodzenia Polski (1984)[22][18]
- Złoty Krzyż Zasługi (1977)[23][24]
- Medal 30-lecia Polski Ludowej
- Odznaka „Zasłużonemu Polskie Towarzystwo Lekarskie”[18]
- Odznaczenia resortowe i regionalne
- „Jubileuszowy Adres” (1984)[25]